# Histiobranchus bruuni
Histiobranchus bruuni is een straalvinnige vissensoort uit de familie van kuilalen (Synaphobranchidae). De wetenschappelijke naam van de soort is voor het eerst geldig gepubliceerd in 1964 door Castle.